# Amir Zoleykani
Amir Zoleykani (tiếng Ba Tư: امیر زلیکانی; sinh ngày 19 tháng 8 năm 1989), cũng viết thành Zoleikani, là một tiền vệ bóng đá người Iran, hiện tại thi đấu cho Foolad ở Persian Gulf Pro League.

## Thống kê sự nghiệp câu lạc bộ
Tính đến  7 tháng 4 năm 2015.
| Câu lạc bộ          | Hạng đấu            | Mùa giải            | Giải vô địch | Giải vô địch | Cúp Hazfi | Cúp Hazfi | Châu Á  | Châu Á    | Tổng    | Tổng      |
| Câu lạc bộ          | Hạng đấu            | Mùa giải            | Số trận      | Bàn thắng    | Số trận   | Bàn thắng | Số trận | Bàn thắng | Số trận | Bàn thắng |
| ------------------- | ------------------- | ------------------- | ------------ | ------------ | --------- | --------- | ------- | --------- | ------- | --------- |
| Sanat Naft          | Hạng đấu 1          | 2014–15             | 15           | 6            | 0         | 0         | 1       | 1         | 16      | 7         |
| Tổng cộng sự nghiệp | Tổng cộng sự nghiệp | Tổng cộng sự nghiệp | 3            | 1            | 0         | 0         | 1       | 1         | 4       | 2         |